# متطابقة المربعات الأربع لأويلر
في الرياضيات، متطابقة المربعات الأربع لأويلر (بالإنجليزية: Euler's four-square identity) تنص على أن جداء عددين، كلٌ منهما مجموع أربعة مربعات، هو أيضا، مجموع لأربعة مربعات. فيما يلي الصيغة.
{\displaystyle (a_{1}^{2}+a_{2}^{2}+a_{3}^{2}+a_{4}^{2})(b_{1}^{2}+b_{2}^{2}+b_{3}^{2}+b_{4}^{2})=\,}
{\displaystyle (a_{1}b_{1}-a_{2}b_{2}-a_{3}b_{3}-a_{4}b_{4})^{2}+\,}
{\displaystyle (a_{1}b_{2}+a_{2}b_{1}+a_{3}b_{4}-a_{4}b_{3})^{2}+\,}
{\displaystyle (a_{1}b_{3}-a_{2}b_{4}+a_{3}b_{1}+a_{4}b_{2})^{2}+\,}
{\displaystyle (a_{1}b_{4}+a_{2}b_{3}-a_{3}b_{2}+a_{4}b_{1})^{2}.\,}
كتب أويلر حول هاته المتطابقة في رسالة إلي غولدباخ. كان ذلك في الرابع من مايو عام 1748. يُبرهن على هذه المتطابقة باستعمال الجبر الابتدائي.
استُعملت هذه المتطابقة من طرف لاغرانج من أجل البرهان على مبرهنة المربعات الأربع للاغرانج.
انظر إلى مبرهنة هورفيتز.